# Famille d'Estrées
 (octobre 2023).
Améliorez-le ou discutez des points à vérifier. 
Pour les articles homonymes, voir Estrées.
La famille d'Estrées est une famille éteinte de la noblesse française originaire de la région du Boulonnais. Elle fait remonter ses origines à Pierre d'Estrées (1402-1457), seigneur de Boulant et débute une rapide ascension sociale à partir de la fin du XVIe siècle grâce à Gabrielle d'Estrées, maîtresse d'Henri IV.
Plusieurs de ses membres accèdent à des charges importantes :  trois maréchaux de France, un cardinal, et plusieurs pairs de France.
Un auteur du XVIIe siècle dit à leur sujet « ceux de cette maison ont le génie de la guerre et de captiver les peuples, de faire des ambassades, de conclure des traités de paix, et de faire des alliances royales ».

## Armes de la maison d'Estrées

Blason de la famille.

« Fretté d'argent et de sable au chef d'or chargé de trois merlettes de sable,. »
La famille ici présentée trouve probablement son origine dans le village du Pas-de-Calais, Estrée-Cauchy dont elle tirait son nom.
Le père Anselme souligne la proximité de leurs armes avec celle des seigneurs d'Estrée-Blanche : « d'argent à trois merlettes de sable » (les deux lieux sont distants d'une trentaine de kilomètres).

## Origines
Selon le duc de Saint-Simon, les origines nobles de la famille ne sont pas anciennes : « le mérite, aidé des hasards de la fortune, l'un et l'autre aux quatre dernières générations, ont fait, de gentilshommes obscurs et assez nouveaux du pays du Boulonnais, une race infiniment et singulièrement illustrée ».
Lorsqu'en 1648, Louis XIV érige la terre de Cœuvres en duché-pairie sous le nom d'Estrées au profit de François-Annibal I d'Estrées (voir ci-dessous) il fait remonter les d'Estrées à Raoul II Sores, surnommé d'Estrées dont il était seigneur, sire du Bos, chevalier, maréchal de France qui accompagna le roi saint Louis aux croisades en 1270.
Son fils, Raoul III Sores dit d'Estrées, fut estimé digne d'épouser, en présence du roi Philippe III une princesse de sang royal de la maison de Courtenay : Marguerite de Courtenay, dame de Cloyes, mariée en 1273 par son père Guillaume Ier de Courtenay, seigneur de Champignelles,.
Raoul III d'Estrées est mort sans enfants. Le nom d'Estrées disparait donc avec lui et le lien avec les d'Estrées étudiés dans cette page n'est pas établi.
La famille aurait possédé de grandes terres en Picardie et en pays boulonnais et aurait  perdu de nombreux domaines lors de la prise de Calais par les Anglais en 1347.
L'histoire vérifiée de la famille débute au XVe siècle : les données pour les époques précédentes manquent de précision pour pouvoir les attribuer de façon certaine à cette maison, il existe en effet de nombreuses localités contenant le terme Estrées (voir Estrées ) dont les personnes pouvaient provenir.
La branche principale, celle des seigneurs et marquis de Coeuvres, ducs d'Estrées, pairs de France, a prospéré en Picardie où elle s'implanta solidement. Elle a laissé dans les départements de l'Aisne et de l'Oise nombre de traces. Les vestiges du château de Cœuvres, qui fut longtemps le bastion de la famille, existent encore de nos jours.

## Branche des seigneurs de Boulant
Cette branche finit au XVIe siècle, faute d'héritiers mâles.

### Pierre d'Estrées dit Carbonnel
La première trace de Pierre d'Estrées dit Carbonnel date de 1419 : il achète cette année là plusieurs immeubles appartenant au châtelain de Doingt et se constitue ainsi un fief seigneurial dans l'étendue du domaine d'Ennemain et de la baronnie d'Athies. Dans cet acte, il est qualifié de « bourgeois de Péronne » et ne serait donc pas noble.
En revanche, lors d'un nouvel achat en 1434, il est qualifié d'écuyer et en tant que tel prête serment de fidélité au comte de Nesles dont l'achat relève.
Pierre d'Estrées dit Carbonnel est ainsi seigneur de Boulant, Hamel, Istres, et de l'Enclos-Mauroy, fief tenu de sa femme situé à Canettemont et dépendant du château d'Avesnes-Le-Comte. Il rendit hommage pour ce dernier fief au duc de Bourgogne (Charles le Téméraire) en tant que comte de Flandre le 17 juillet 1437.
Il fait son testament le 10 mai 1457 et meurt le 13 juillet 1457.
Il a épousé Marie de Beaumont, fille de Jean de Beaumont, seigneur de Neuvirel près de Corbie et de Marie de la Houssaye. Elle fait son testament le 18 janvier 1474.
Ils ont eu trois enfants :
- Antoine d'Estrées qui suit.
- Jeanne d'Estrées qui épousa Antoine seigneur de Belloy et de St Lienard.
- Catherine d'Estrées qui épousa en 1482 Jean Merlin, seigneur de Mazancourt, de Fresnes et d'Istres en Santerre, bailly de Neelle (Nesle?)[2].

### AntoineIerd'Estrées
Antoine Ier d'Estrées, (1422-avant 1474), est le fils du précédent, né en 1422, seigneur de Boulant, écuyer et âgé de 42 ans en 1464. Il achète le fief de Valieu ou Wailly (aujourd'hui Wallieux) en Santerre, situé sur le village de Soyécourt.
Il se fait bâtir un château sur une terre achetée une nouvelle fois au comte de Nesles sur la commune d'Ennemain, bâtiment semble-t-il peu accueillant par son humidité. Il aurait tenté de se faire appeler seigneur d'Ennemain mais se heurta au chapitre de Reims auquel appartenait Ennemain, chapitre dont les chanoines s'obstinèrent à appeler avec mépris les 1ers d'Estrées « fermiers d'Ennemain ».
Il épouse le 12 septembre 1447 Jeanne d'Aix, fille d'Hélie, seigneur d'Aix au comté de Saint Pol sur Ternoise et de Grandfossé, et de Peronne de Noyelles. Son épouse est issue d'une famille cadette des châtelains de Lens. Elle est enterrée au Couvent des Cordeliers à Péronne.
Dans un acte du 13 juillet 1457, il est qualifié de « noble homme, fils et héritier de noble homme pierre d'Estrées, dit Carbonnel ».
Antoine et son épouse sont morts avant 1474, selon le testament de sa mère Marie de Beaumont. Il avait lui-même testé le 19 décembre 1465.
Ils ont eu trois enfants :
- Antoine d'Estrées l'aîné qui suit sous le nom d'Antoine II.
- Antoine d'Estrées le jeune, à l'origine de la Branche des seigneurs et marquis de Coeuvres : voir ci-dessous.
- Jean d'Estrées dit Jeannet, seigneur de Longavesnes qu'il eut en partage. Entre en religion dans l'abbaye Saint Pierre de Corbie. Est ensuite abbé de l'abbaye du Mont Saint Quentin. Il meurt en 1506[14].

### AntoineIId'Estrées
Antoine II d'Estrées est le fils du précédent, écuyer puis chevalier, seigneur de Boulant, de Hamel, d'Istres, de Longavesnes, de Honcourt et de Fescques.
Il est capitaine de Bryos ou Briot, puis capitaine du château de Péronne. Il poursuit les acquisitions commencées par son grand-père et son père sur les communes d'Ennemain mais aussi Falvy et Athies.
Principal héritier avec son frère Antoine de leur aïeule Marie de Beaumont, il fait une donation à l'abbaye du Mont Saint Quentin, dont son frère Jean avait été abbé et dont son neveu Antoine sera également abbé (voir ci-dessous), en décembre 1520, acte dans lequel il est qualifié de "noble homme et chevalier". Il se montre également généreux envers l'Église de Saint-Jean de Péronne et fonde en 1525 une chapelle dite Notre-Dame-Des-Joies, détruite pendant la guerre de 1914-1918, bâtie par un architecte nommé Jean de Harlan<, entre Ennemain et Péronne.
Il fait son testament le 28 octobre 1526 et meurt avant le 8 mars 1527.
Il épouse Jeanne de Flandres-Drincham, fille de Jean II de Flandres-Drincham, seigneur de Drincham, Wissaert et Schuervelde et d'Isabelle de Ghistelles (Jean II est petit fils du comte de Flandres Louis De Male; voir seigneurs de Drincham).
Ils eurent cinq enfants :
- Antoine d'Estrées qui suit.
- Antoine d'Estrées, dit le jeune, chanoine de Noyon.
- Jacqueline d'Estrées qui se maria trois fois.
- Deux autres filles aux prénoms non connus, religieuses[14].

Jacqueline d'Estrées épouse d'abord le 10 mai 1498 Jean de Henin (Henin Liétard), seigneur de Cuvillers, pair du Cambrésis. Elle reçoit en 1500 en cadeau de mariage de son père le château et les terres d'Ennemain.
Son second époux fut Jacques d'Isques, seigneur du Breuil, gouverneur de Lucheux.
Elle se marie enfin le 18 décembre 1524 avec Guillain de Quérecques, seigneur de Marieux, capitaine de Boves.

### AntoineIIId'Estrées
Antoine III d'Estrées (mort en 1524) est le fils du précédent, chevalier, seigneur de Bernes, capitaine du château de Péronne.
Il épouse le 19 décembre 1517 Marie d'Aunoy, fille de Philippe d'Aunoy, seigneur de Givré, d'Orville, de Louvres en Parisis et de Goussainville et de Catherine de Montmorency. Son frère Antoine le jeune est présent lors du contrat de mariage.
Il meurt sans enfants avant son père en 1524.
La lignée s'achève faute d'enfants mâles.
Sa veuve épouse en secondes noces Raoul de Bernets, seigneur de Cardenoy. Le couple n'eut pas d'enfants lui non plus.

## Branche des seigneurs et marquis de Cœuvres, ducs d'Estrées, pairs de France
Cette branche s'éteint au milieu du XVIIIe siècle faute de descendants mâles.

### Antoine d'Estrées le Jeune
Antoine d'Estrées le jeune garde les armes de la maison d'Estrées.
Il s'agit donc, comme vu ci-dessus, d'Antoine d'Estrées le Jeune, fils d'Antoine I d'Estrées et de Jeanne d'Aix.
Il a en partage la terre de Valieu (Wailly)  achetée par son père.
Il est en 1500 gentilhomme de la maison du roi. Il fait son testament le 13 avril 1516.
Il épouse avant 1486 Jeanne, fille de Guillaume, seigneur de La Cauchie et de Jeanne de Licques. Elle est dame de La Cauchie ou La Chaussée, de Neuville, Loquin et Watteland en Boulonnais.
Le couple a quatre enfants :
- Jean d'Estrées qui suit.
- Antoine d'Estrées, chanoine de Noyon, abbé de l'abbaye du Mont Saint Quentin en Picardie. Il meurt le 9 mai 1568. Il est enterré dans l'église Sainte Catherine du Val des Ecoliers à Paris où se trouvait son épitaphe.
- Marguerite d'Estrées, épouse Antoine du Val, seigneur de Brunevoz en la châtellenie de Tournehem.
- Françoise d'Estrées, mariée par contrat du 18 avril 1518 à Jacques de Buissy, seigneur de Villers-Brulin, fils de Jean de Buissy, seigneur de Villers-Brulin et de Jeanne de la Rivière. (Le père de Jean de Buissy avait épousé Catherine de Liettes ou d'Estrée Blanche voir ci-dessus la section "Armes de la Maison d'Estrées")[19].

### JeanIerd'Estrées

Blason.

Les armes de Jean Ier d'Estrées sont : « écartelé au 1 et 4 fretté d'argent et de sable, au chef d'or chargé de trois merlettes de sable qui est d'Estrées. Au 2 et 3 d'or au lion d'azur, couronné et lampassé de gueules qui est de la Cauchie » (reproduction sur le site déjà cité).
Avec ce Jean Ier d'Estrées (1486-1571), l'ascension de la famille déjà entamée par ses ascendants s'accélère de façon éclatante.
Il est seigneur de Valieu (Wailly) et de Cœuvres par acquisition (achat de la châtellenie et de la vicomté de Cœuvres à Marguerite de Soissons mariée à Jean de Villiers seigneur de Verderonne), baron de Doudeauville en Boulonnais, capitaine des gardes d'Henri II, grand maître et capitaine général de l'artillerie de France (nommé par Henri II), capitaine de Folembray.
Jean Ier d'Estrées épouse Catherine de Bourbon-Vendôme, (Maison de Bourbon-Ligny), (vers 1508-1538 au château de Vierzy), fille aînée de Jacques de Bourbon, fils illégitime de la lignée des Bourbon Vendôme, seigneur de Bonneval, de Ligny et de Lambercourt et de Jeanne de Rubempré (voir Maison de Bourbon-Ligny).
Il meurt peu après le 23 octobre 1571, âgé de 85 ans et fut enterré en l'église paroissiale de Coeuvres.
Jean d'Estrées et Catherine de Bourbon ont eu trois enfants :
- Antoine d'Estrées qui suit.
- Françoise d'Estrées mariée à Philippe de Longueval, seigneur de Haraucourt et de Cramaille, chevalier de l'ordre du Roi, maître de la garde robe d'Antoine de Bourbon, Roi de Navarre, mort en 1620, âgé de 107 ans.
- Barbe d'Estrées, épouse en premières noces un sieur de Pyrmont, seigneur de Bulleux. Elle convole en second mariage avec Jean de Broc, seigneur de la Cour de Broc et de la Ville Aux Fourriers. Elle se remarie enfin avec René de Vendômois, seigneur de Chamarain (Chamarande?)[22].

### AntoineIVd'Estrées
Ses armes sont : « écartelé au 1 et 4 d'Estrées, au 2 de Bourbon-Ligny, au bâton de gueules péri en bande, chargé d'un bâton d'argent péri en barre; au 3 au lion d'azur, couronné et lampassé de gueules de La Cauchie ».
Antoine d'Estrées  (vers 1529-1609) est gouverneur, sénéchal et premier baron du Boulonnais, vicomte de Soissons et de Bercy, seigneur châtelain et 1er marquis de Coeuvres, chevalier des ordres du Roi en 1578 (un des 24 premiers promus par Henri III), gouverneur de La Fère, de Paris et de l'Île-de-France, grand maître de l'artillerie de France (nommé par Henri IV lors du siège d'Amiens).
Il épouse à Chartres le 14 février 1559 Françoise Babou de la Bourdaisière, fille de Jean Babou, seigneur de la Bourdaisière, comte de Sagonne, grand maître de l'artillerie de France, et de Françoise Robertet. Elle meurt à Issoire en Auvergne lors d'une émeute survenue pendant les guerres de la Ligue catholique.
Antoine d'Estrées et Françoise Babou sont les parents de 9 enfants :
- François Louis d'Estrées, (1575-1594) marquis de Coeuvres, tué au siège de Laon en 1594 d'un coup de mousquet reçu à la cuisse à l'âge de 19 ans.
- François Annibal d'Estrées, duc d'Estrées, pair de France qui suit.
- Marie Catherine d'Estrées morte jeune.
- Diane d'Estrées, mariée en 1596[23] à Jean de Montluc, seigneur de Balagny, maréchal de France, Gouverneur de Cambrai, fils naturel légitimé de Jean de Monluc, évêque de Valence et de demoiselle Anne Martin, veuf de Renée de Clermont, dame d'Amboise, morte en 1595[23]. Elle meurt en 1618.
- Marguerite d'Estrées, épouse par contrat le 16 juillet 1585 Gabriel Bournel, chevalier, baron de Monchy-Cayeu, vicomte de Lambercourt, seigneur de Namps, de Fasques, d'Esteenbecque, de Thiembronne, d'Acheu, de Bauchain, fils de Jean Bournel, seigneur de Namps et de Jeanne Le Vasseur[24].
- Angélique d'Estrées, (née vers 1570-1634) religieuse au Prieuré Saint Louis de Poissy puis abbesse de l'Abbaye Sainte-Marie de Berteaucourt au diocèse d'Amiens. Henri IV la nomme ensuite abbesse de l'Abbaye de Maubuisson. Elle gouverne cette dernière environ 10 ans puis s'en démet. Sa conduite n'y fut pas exempte de reproches[25]. Elle meurt en 1634 dans le Couvent des Clarisses de Paris (Couvent des Cordelières) où elle est inhumée.
- Gabrielle d'Estrées, (1571-1599), mariée à Nicolas d'Amerval, seigneur de Liancourt, près de Nesle en Picardie, gouverneur de Chauny. Elle s'en sépare (il se remarie avec N. de la Marck[26]) et devient la favorite d'Henri IV qui la fait marquise de Montceaux en Brie puis duchesse de Beaufort par lettres du 10 juillet 1597, duchesse d'Étampes. Elle lui donne plusieurs enfants dont César de Vendôme. Elle meurt le 9 ou le 10 avril 1599.
- Julienne-Hippolyte d'Estrées épouse par contrat de mariage (et reçoit à cette occasion 30 000 écus du roi Henri IV[27]) du 7 janvier 1597 Georges de Brancas, 1er duc de Villars, baron d'Oise, gouverneur du Havre de Grace, fils d'Ennemond, baron d'Oise et de Catherine de Joyeuse.
- Françoise d'Estrées épouse Charles, comte de Sanzay, baron de Tupigny, vicomte héréditaire du Poitou, fils de René, comte de Sançay et de Charlotte, dame de Thais[28].

### François AnnibalIerd'Estrées
Ses armes sont identiques à celles de son père.
François Annibal d'Estrées (né vers 1573-1670), d'abord destiné à l'Église (évêque de Noyon en 1594), il entre dans la carrière des armes à la suite du décès de son frère aîné, Maréchal de France (nommé par Louis XIII), 1er duc d'Estrées, pair (le marquisat de Coeuvres fut érigé en duché-pairie sous le nom d'Estrées en sa faveur et celles de ses descendants mâles par lettres de Louis XIV de 1648 enregistrées au Parlement de Paris le 15 décembre 1663, parlement devant lequel il prêta serment le jour même), comte de Nanteuil le Haudouin, gouverneur de l'Île-de-France et des villes de Soissons, Laon et pays laonnais, premier baron et sénéchal du Boulonnais.
Il meurt à Paris le 5 mai 1670, à l'âge de 98 ans. Son corps fut porté à Soissons et enterré dans l'église du couvent des Feuillants, qu'il avait fait construire afin qu'elle devienne le lieu de sépulture de la famille.
François Annibal se maria trois fois.
Il épouse d'abord en 1622 Marie de Béthune (1602-1628), fille de Philippe de Béthune, comte de Selles et de Chârost, chevalier des ordres du Roi, et de Catherine le Boutiller de Senlis. Née à Rome en mars 1602, elle meurt subitement en février 1628, âgée de 26 ans.
Du mariage sont nés :
- François Annibal, duc d'Estrées, qui suit.

- Jean, comte d'Estrées , maréchal de France, auteur de la branche des comtes puis ducs d'Estrées, pairs de France : voir ci-dessous.
- César d'Estrées, cardinal, (5 février 1628-1714), commandeur de l'Ordre du Saint Esprit, évêque de Laon, duc et pair de France.

Il épouse en secondes noces en avril 1634 Anne Habert de Montmort, (veuve de Charles de Themines, seigneur de Lauzières, fils de Pons de Lauzières-Thémines, seigneur de Lauzières et marquis de Thémines, maréchal de France et de Catherine Ebrard de Saint Sulpice), fille de Jean Habert seigneur de Montmort, trésorier de l'extraordinaire des guerres.
Elle meurt à Nanteuil en octobre 1661.
Le couple eut deux enfants :
- Louis d'Estrées (1635-1656), dit le marquis d'Estrées, baptisé le 2 juin 1638, tué à la levée du Siège de Valenciennes en 1656.
- Christine d'Estrées, mariée par dispense à Paris le 3 septembre 1658 à François-Marie de Lorraine, dit Jules de Lorraine, comte de Lillebonne, damoiseau de Commercy, seigneur de Mareuil-en-Brie, plus jeune fils de Charles II de Lorraine (Charles II d'Elbeuf), duc d'Elbeuf et de Catherine-Henriette de Bourbon. Elle meurt le 18 décembre de la même année. Son corps fut porté à Soissons et enterré dans l'église du couvent des Feuillants[31] III.

François Annibal se marie une troisième fois le 25 juillet 1663 avec Gabrielle de Longueval, fille d'Achille de Longueval, seigneur de Manicamp, gouverneur de Colmar et de La Fère. Elle meurt à Paris le 11 février 1687, sans postérité.
Selon le Père Anselme, François Annibal a eu un enfant naturel, François ou Françoise qu'il fit légitimer en mars 1619.

### François AnnibalIId'Estrées
François Annibal II d'Estrées, (1623-1687), 2e duc d'Estrées, pair de France, duc de Coeuvres, comte de Nanteuil le Haudouin, premier baron et sénéchal du Boulonnais, vicomte de Soissons et de Pierrefonds, lieutenant général des armées du Roi, gouverneur de l'Ile-de-France et des villes de Soissons, Noyon et Laon, ambassadeur extraordinaire à Rome en janvier 1672, où il meurt (d'apoplexie) le 30 janvier 1687. Le pape Innocent XI lui fit rendre les honneurs habituellement réservés aux Princes en raison de sa sagesse dans la conduite des intérêts de la France. Son corps fut apporté à Soissons et enterré dans l'Église des Feuillants près de son père.
Il épouse en 1647 Catherine de Lauzières-Thémine, fille et héritière de Charles de Lauzières-Thémines et d'Anne Habert de Montmort (Anne Habert de Montmort était la belle mère de François Annibal en tant que deuxième épouse de son père). Elle meurt en septembre 1684.
Le couple a trois enfants :
- François Annibal III d'Estrées, duc d'Estrées, pair de France, qui suit.
- Louis Charles d'Estrées, marquis de Thémines par substitution du nom, capitaine de vaisseau, mort le 5 mai 1672.
- Jean d'Estrées  abbé de Conches, duc et évêque de Laon en 1681 en remplacement de son oncle César d'Estrées (voir ci-dessus), duc et pair de France, docteur en Sorbonne, mort le 1er décembre 1694[30].

### François AnnibalIIId'Estrées
Ses armes sont « Écartelé. Au 1 d'argent à l'osier de sinople qui est Lauzières. Au 2 de gueules à 2 chèvres d'or passantes, posées l'une sur l'autre. Au 3 de gueules à un lion lampassé d'argent, accompagné de besans de même, mis en orle, qui est Cardaillac. Au 4 d'or à 3 fasces de sable au chef d'hermines qui est de Clermont-Lodève, et sur le tout écartelé d'Estrées et de la Cauchie »,.
François Annibal III d'Estrées (de Lauzières-Thémines), (1648-11 septembre 1698), 3e duc d'Estrées et pair de France, marquis de Themines et de Cardaillac, comte de Nanteuil le Haudouin, reçu chevalier des Ordres du Roi le 31 décembre 1688, gouverneur de l'Ile-de-France et des villes de Soissons, de Laon et de Noyon, maitre de camp de cavalerie. Après sa mort, son corps fut porté aux Feuillants de Soissons.
Il épouse en premières noces le 10 février 1670 Madeleine de Lionne, fille d'Hugues de Lionne, marquis de Berny, ministre et secrétaire d'État, prévôt et maître des cérémonies des Ordres du Roy, et de Paule Payen. Elle ne fut pas semble-t-il un modèle de vertu et meurt en 1684. Elle fut inhumée à Soissons.
Le couple a eu :
- Louis Armand, duc d'Estrées, pair de France, qui suit.
- Constance Léonore d'Estrées (1671-1721), épouse le 1er juillet 1719 Louis Joseph de Laurens, comte d'Ampus, capitaine de cavalerie dans le régiment colonel général, reçu chevalier de Saint Lazare (Ordre de Saint-Lazare de Jérusalem) le 17 juillet 1721. Elle meurt sans enfants.
- Marie Yolande d'Estrées (1678-1724), mariée par contrat du 20 octobre 1724 à Hyacinte Dominique de Laurens, capitaine au régiment de Tallard, chevalier de Saint Louis (Ordre royal et militaire de Saint-Louis) (il semble être le frère de Louis Joseph[35]). Elle meurt deux mois plus tard le 30 décembre 1724 sans postérité.
- Félicité Perpétue d'Estrées, née le 1er janvier 1683, religieuse au Couvent des Carmélites du faubourg Saint-Jacques.
- Louise Hélène d'Estrées, née le 28 novembre 1683, religieuse au couvent des Annonciades de Saint Denis.

François Annibal III se marie en secondes noces le 23 août 1688 avec Madeleine Diane Bautru, fille de Nicolas Bautru-Nogent, marquis de Vaubrun, lieutenant général des armées du Roi, et de Marie Marguerite Bautru-Serrant. Elle nait vers 1668 et décède le 6 février 1753.
Ils ont eu trois enfants :
- César François Annibal d'Estrées, (vers 1694-1705)[37], comte de Nanteuil le Haudouin, mort en 1705.
- Diane Françoise Thérèse d'Estrées, née vers 1690, morte en novembre 1707.
- Marie Madeleine d'Estrées, demoiselle de Themines[38]

### Louis-Armand d'Estrées
Louis-Armand d'Estrées (3 septembre 1682 — 16 juillet 1723), devient 4e duc d'Estrées et pair de France à la mort de son père le 11 septembre 1698. Il est également marquis de Thémines et de Cardaillac, vicomte de Soissons et baron de Gourdon-Labouriane. Il tient les charges de gouverneur de l'Île-de-France et du Soissonnais, mais aussi des villes de Soissons, Laon, Noyon et Domme.
Le 1er août 1707, il épouse Diane Mazarini-Mancini (1687-1747), fille de Philippe Mancini, neveu du cardinal Mazarin, et de Diane Gabrielle Damas de Thianges. Le couple reste sans postérité et cette branche s'éteint faute de descendant mâle à sa mort. Son corps est transporté de l'église de Saint-Nicolas des Champs en celle des Feuillants de Soissons le 18 juillet 1724.

## Branche des comtes et ducs d'Estrées, pairs de France

### JeanIId'Estrées
Jean II d'Estrées (1624-1707) est le second fils de François Annibal d'Estrées et de Marie de Béthune (voir ci-dessus). Comte d'Estrées, de Nanteuil le Haudouin et de Tourpes, premier baron du Boulonnais, maréchal et vice-amiral de France, vice-roi de l'Amérique, gouverneur de Nantes et du pays nantais, chevalier des Ordres du Roi.
Il meurt à Paris le 19 mars 1707 à 83 ans et son corps fut porté à Soissons.
Il épouse en 1658 Marie Marguerite Morin, fille aînée de Jacques Morin, seigneur de Chateauneuf, secrétaire du roi et d'Anne Yvelin. Elle décède le 15 mai 1714.
Le couple a eu six enfants :
- Victor Marie, 5e duc d'Estrées, pair et maréchal de France qui suit.
- Jean d'Estrées (1666-1718) abbé de Villeneuve, d'Evron, de Preaux et de Saint Claude au comté de Bourgogne, prieur de Saint Martin de Vrestou, nommé ambassadeur en Portugal en février 1692, docteur en théologie en mars 1698, accompagne le cardinal d'Estrées son oncle (César d'Estrées) en Espagne à la fin de 1701 et est nommé ambassadeur en ce pays en août 1703. Il accompagne le Roi d'Espagne (Philippe V, petit fils de Louis XIV) dans sa campagne au Portugal en 1704. Rappelé en France la même année et nommé en avril Prélat Commandeur de l'Ordre du Saint Esprit, il prête serment à ce titre à Versailles le 1er janvier 1705. Nommé Archévêque de Cambrai au début de 1716 mais il meurt à Paris le 3 mars 1718 avant d'avoir reçu ses bulles (avant d'avoir été sacré). Il était membre du Conseil des Affaires étrangères et appartenait à l'Académie française.
- Jean César d'Estrées, mort jeune en 1671.
- Marie Anne d'Estrées, religieuse à l'Assomption de Paris, meurt le 28 juillet 1723.
- Marie Anne Catherine d'Estrées, (1663-1741[39]), mariée le 28 novembre 1691 à Michel François le Tellier, marquis de Courtanvaux, colonel des Cent Suisses de la garde du roi en avril 1688, maître de camp du régiment de la reine en mai 1688[40]. Il est le fils aîné de François Michel Le Tellier de Louvois, marquis de Louvois, ministre et secrétaire d'État et d'Anne de Souvré de Courtanvaux. Elle demeure veuve après le décès de son mari le 11 mai 1721.
- Elisabeth Rosalie d'Estrées, (vers 1672-1750[39]), demoiselle de Tourpes[41].

### Victor Marie d'Estrées
Victor Marie d'Estrées (1660-1737), pair de France, maréchal et vice-amiral de France, Grand d'Espagne, comte puis duc de Coeuvres, premier baron du Boulonnais, seigneur de Tourpes, Doudeauville, Aix, Porentie, Coquille, Massy et Imberville, chevalier des Ordres du Roi, vice-roi de l'Amérique, lieutenant général au comté nantais, gouverneur de Nantes, protecteur de l'Académie de Soissons, membre du Conseil de régence et président du Conseil de marine. Devient le 5e duc d'Estrées par la mort sans enfants de Louis Armand, duc d'Estrées, fils de son cousin germain le 16 juillet 1723 : voir ci-dessus.
Il épouse par contrat le 30 janvier 1698 Lucie Félicité de Noailles (1683-1745), fille d'Anne Jules de Noailles, duc et pair de France, maréchal de France et de Marie Françoise de Bournonville. La conduite de Louise Félicité fut semble-t-il à l'unisson des mœurs de la Régence.
Le couple n'a pas eu d'enfants.
Avec l'absence d'enfants mâles des différentes branches, le titre de duc d'Estrées échut en 1763 à Louis Charles César Le Tellier, fils de Michel François le Tellier et de Marie Anne Catherine d'Estrées. Louis Charles César Le Tellier, Maréchal de France, fut donc le 6e et dernier duc d'Estrées, nomination à brevet, c'est-à-dire non transmissible.